# Westerbork

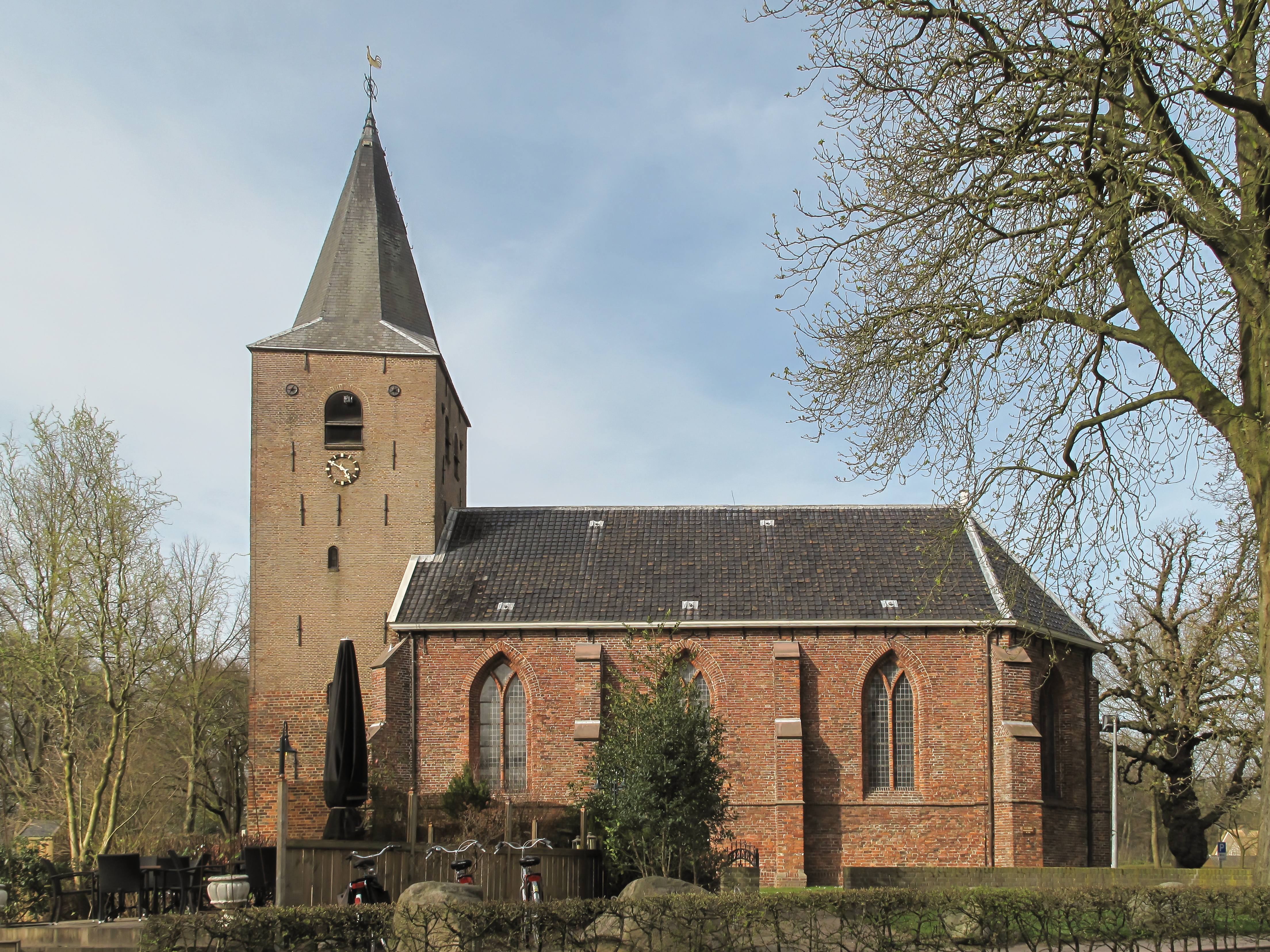
Westerbork, Kirche

Westerbork ist ein Dorf in der niederländischen Gemeinde Midden-Drenthe, Provinz Drenthe.

## Durchgangslager Westerbork

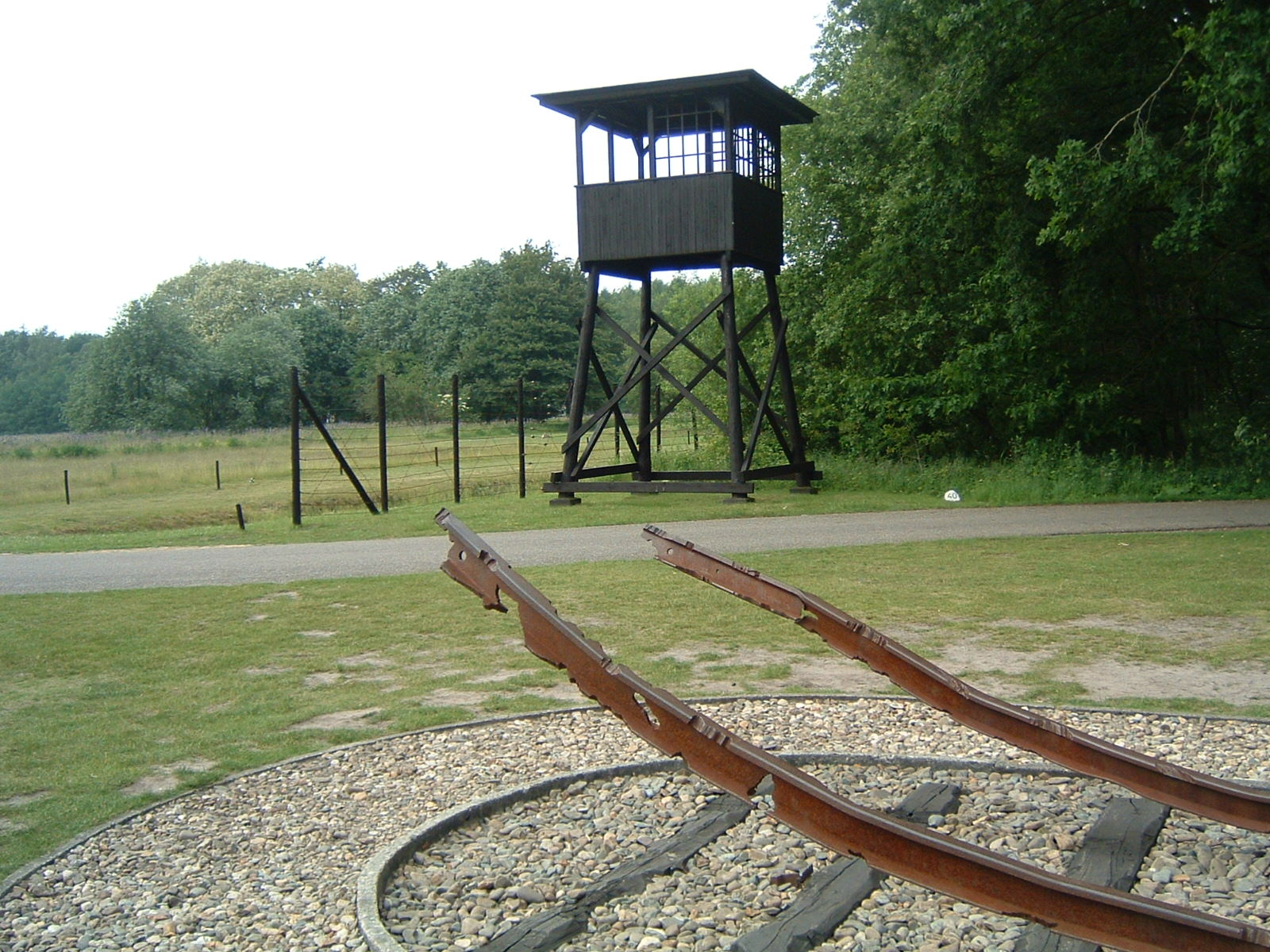
Durchgangslager Westerbork

Etwa sieben Kilometer nördlich der Gemeinde befand sich in der Zeit des Nationalsozialismus das Durchgangslager Westerbork, von dem aus über 100.000 Juden und „Zigeuner“ in die Konzentrationslager deportiert wurden. Das Lager wurde bereits in der Zeit vor der deutschen Besatzung eingerichtet, zunächst als ein Auffanglager für jüdische Flüchtlinge, um sie weit von der Küste entfernt unterzubringen. Den Nationalsozialisten kam dies später sehr gelegen, da sie das Lager samt Einwohnern praktisch übernehmen und seinem neuen Zweck, den Deportationen Richtung Osten, zuführen konnten.

## Westerbork Synthese Radio Telescoop

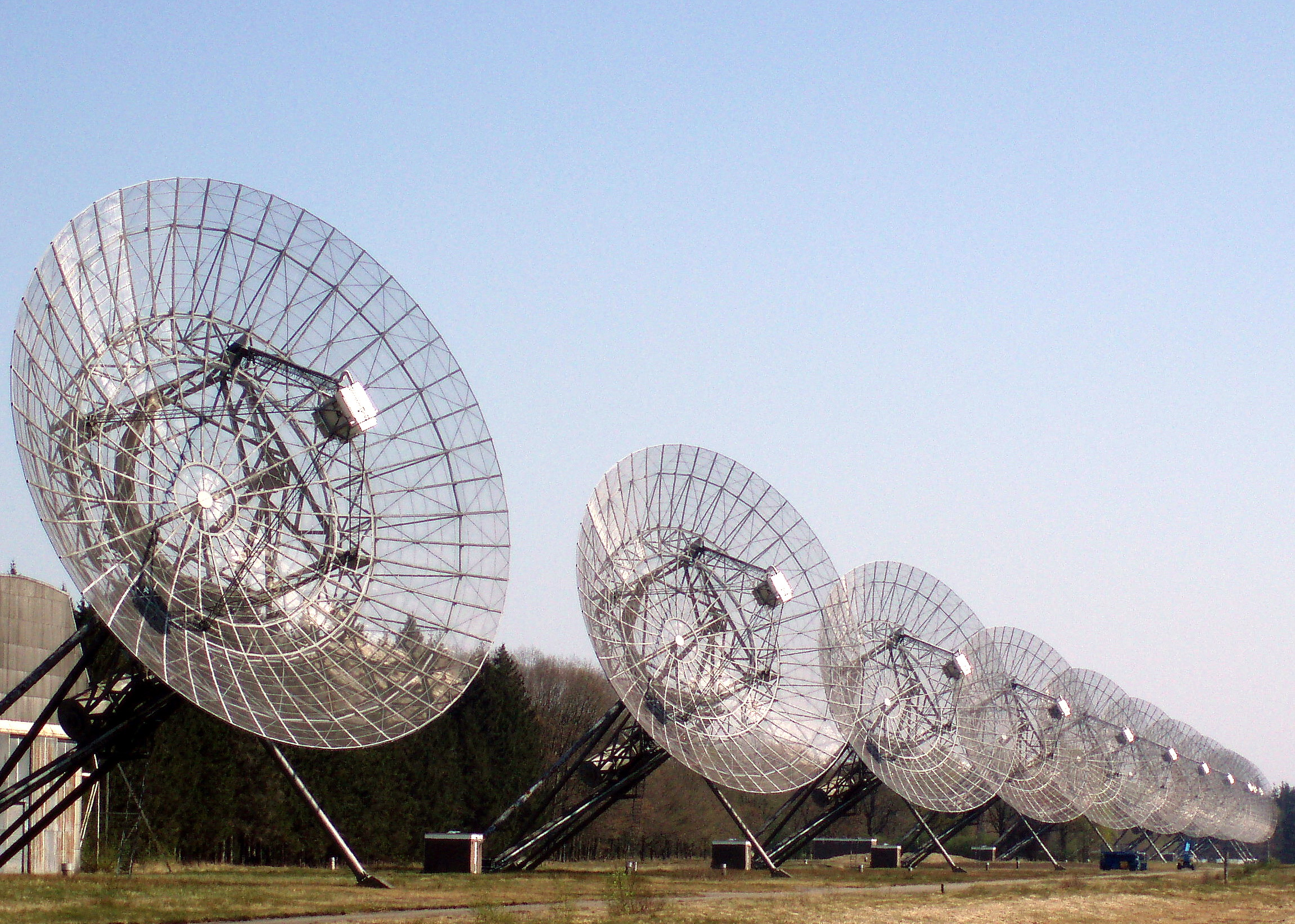
Westerbork Synthese-Radioteleskop

Auf einem Teil des Lagers Westerbork sowie in der näheren Umgebung befinden sich seit 1969 die Radioteleskope des Westerbork Synthese Radio Telescoop, ein aus vierzehn 25 Meter großen verschiebbaren Parabolantennen bestehendes Radiointerferometer für astronomische Beobachtungen im Wellenlängenbereich von 3,6 bis 110 cm. Von diesen Radioteleskopen sind zehn Antennen festmontiert, während zwei am östlichen Ende des Arrays auf Schienen bewegt werden können. 1,4 Kilometer östlich davon befindet sich ein zweites Paar beweglicher Schüsseln.

## Politik
Westerbork war bis 1998 eine eigenständige Gemeinde und wurde dann Teil von Middenveld, das im Jahr 2000 in Midden-Drenthe umbenannt wurde.
Bis zur Auflösung der Gemeinde ergab sich seit 1982 folgende Sitzverteilung im Gemeinderat:
| Partei                      | Sitze | Sitze | Sitze | Sitze |
| Partei                      | 1982  | 1986  | 1990  | 1994  |
| --------------------------- | ----- | ----- | ----- | ----- |
| PvdA                        | 6     | 6     | 6     | 4     |
| Gemeentebelangen Westerbork | —     | —     | 1     | 4     |
| CDA                         | 3     | 3     | 3     | 3     |
| VVD                         | 4     | 4     | 3     | 2     |
| Gesamt                      | 13    | 13    | 13    | 13    |